# ハソックス駅
ハソックス駅（ハソックスえき、Hassocks railway station）は、イギリスのウェスト・サセックス州ハソックスにあるブライトン本線の鉄道駅。
ゴヴィア・テムズリンク・レールウェイが「サザン」ブランドと「テムズリンク」ブラントを使用して列車を運行している。

## 歴史

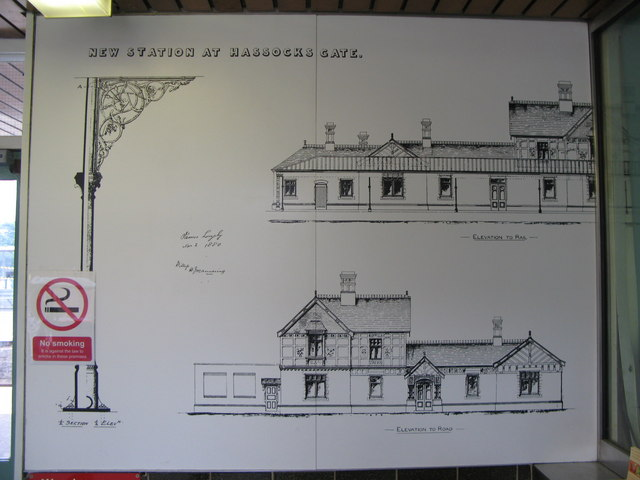
チケットオフィスに掲示されていた2代目駅舎のデザイン画のコピー

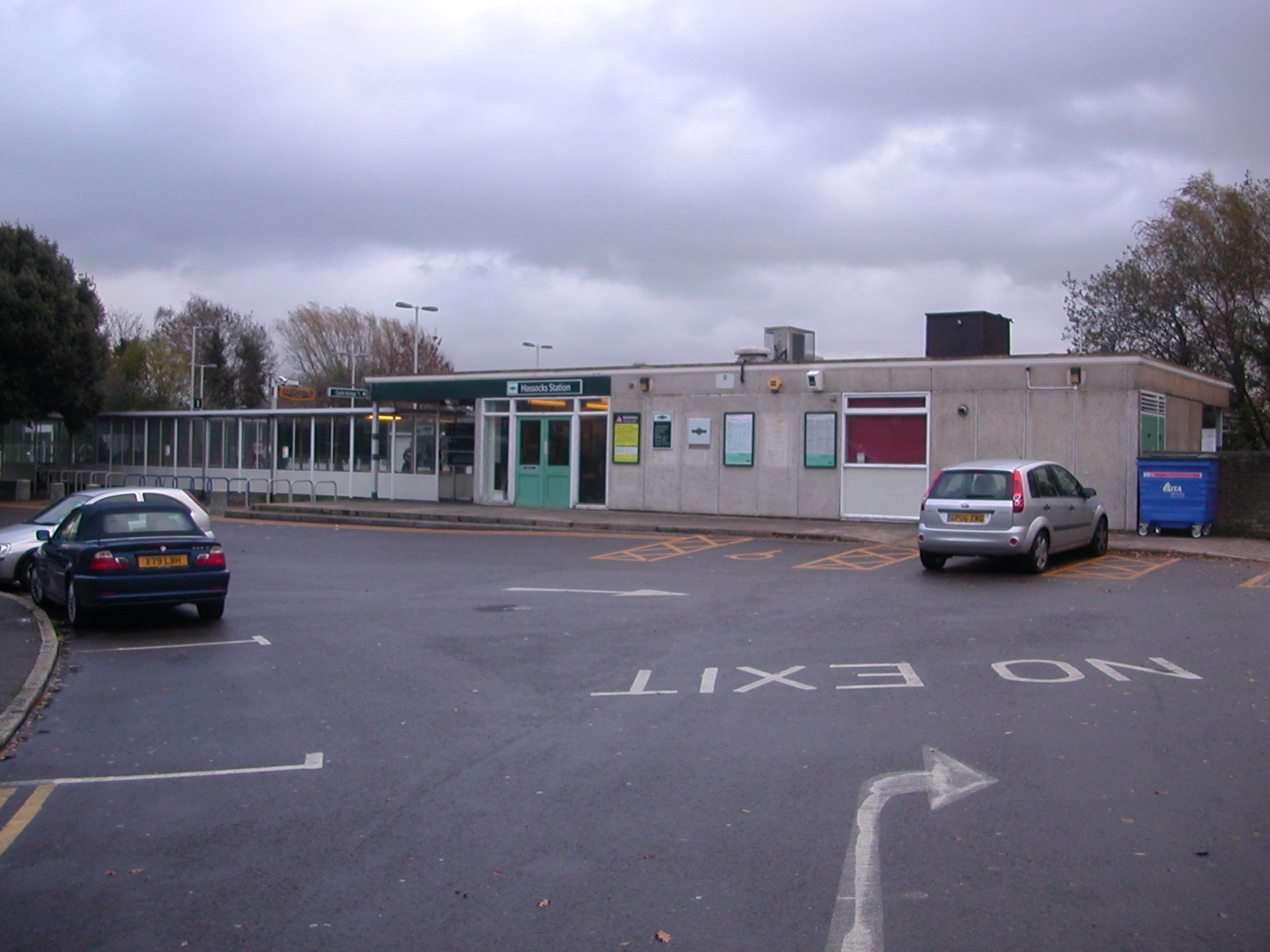
現在は取り壊された3代目駅舎

1841年9月21日、ロンドン・アンド・ブライトン鉄道によってハソックス・ゲート駅が開業し、その後1846年には同社がロンドン・ブライトン・アンド・サウス・コースト鉄道へ統合された。この駅は路線でも珍しい2面4線のホームを持ち、速達列車の追い越しが可能な構造になっていた。その後ホーム構造が変更されて2面2線となったが、現在でも駅舎構造から4線時代の面影を感じることができる。
1841年に建設された初代駅舎は路線全体の駅舎設計を担当していたデイヴィッド・モカッタが担当し、簡単なコテージ様式としつつも他の駅と共通のデザインが採用された。
サウス・ダウンズへの行楽客によって利用されたこの駅は、同時に売春婦との待ち合わせ場所としても利用されていた。また路線はロンドンからクレイトン・トンネルまで上り勾配が続いており、この駅はちょうどその頂点付近に位置する。また近隣にあるクレイトン・トンネルでは1861年に列車衝突事故が発生し、23人が死亡、176人が負傷する大惨事となった。

### 2代目駅舎
1880年12月には、トーマス・マイヤーズ設計による新駅舎の建設工事が始まった。この工事を担当したのはクローリーにあるジェームス・ロングリー社であり、翌年8月に完成した。この駅舎は後のブルーベル鉄道やカックー線の駅舎にも採用された、半木造の上階、装飾的なレンガの軒先、ステンドグラスの窓、魅力的なポーチなどが特徴的である。また予約オフィスはランタン型の屋根で覆われ、プラットホームは鉄の柱を持つ木造の屋根で覆われていた。またこの駅舎が開業した年の10月には駅名が現在のハソックスに改名された。
この駅舎は1973年にイギリス国鉄が取り壊し、「本当にひどい」と表されたCLASP構造に建て替えられた。

### 現駅舎

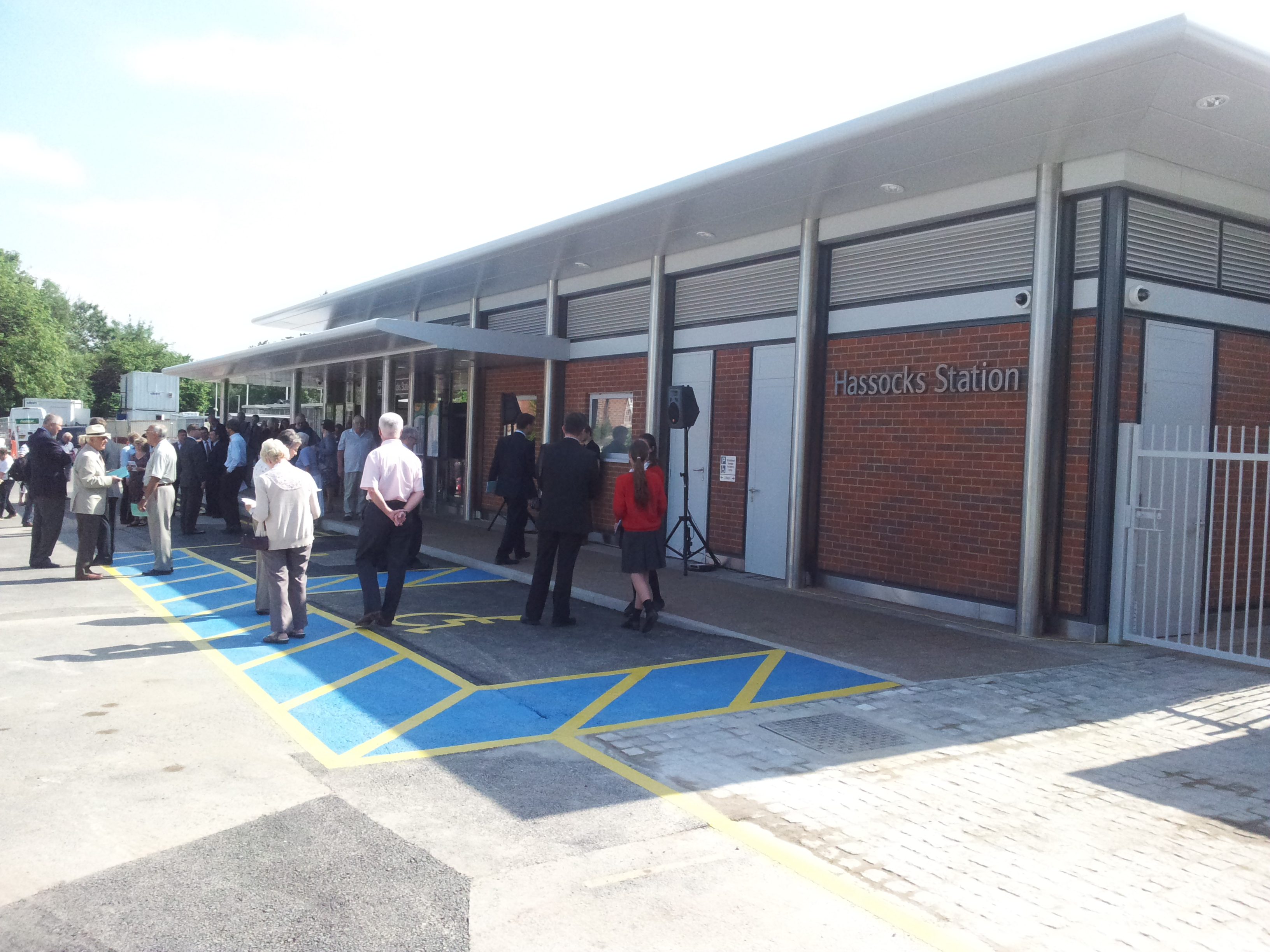
新駅舎開業式典（2013年7月）

2006年、地元自治体は過去のデザインに戻すために250万ポンドを集めたいと発表した。この計画自体は頓挫したが、2008年には鉄道施設を保有するネットワーク・レールがバリアフリー化改修のため18ヶ月間の調査を行うと発表した。そして2011年には改札口の追加や待合室の改良などの限定的改修が行われた。また同年1月にはネットワーク・レールが追加の発表を行なった。その内容は、運輸省の全国駅改良プログラムの一環として125万ポンド、アクセス・フォー・オール計画から160万ポンドが駅改良のために投資されるとのことであった。
この新駅舎建設工事は2012年11月に始まり、翌年6月に新しい券売所が開業した。そして7月5日には正式は開業式典が開かれた。

## 運行形態
2020年5月時点の平日オフピーク時の運行本数は以下の通り。
- ロンドン・ヴィクトリア行き　毎時2本
- ロンドン・ブリッジ経由ベドフォード行き　毎時2本
- ブライトン行き　毎時2本
- ワージング経由リトルハンプトン行き　毎時2本

## 駅構造
相対式ホームを持つ地上駅で、改札口は両方のホームに設置されている。

### のりば
| のりば | 路線           | 方向 | 行先                                                     |
| ------ | -------------- | ---- | -------------------------------------------------------- |
| 1      | ■ テムズリンク | 上り | ガトウィック空港・ロンドン・ブリッジ・ベッドフォード方面 |
| 1      | ■ サザン       | 上り | ガトウィック空港・ロンドン・ヴィクトリア方面             |
| 2      | ■ テムズリンク | 下り | ブライトン方面                                           |
| 2      | ■ サザン       | 下り | ワージング・リトルハンプトン方面                         |

## 隣の駅
ナショナル・レール
■ テムズリンク（ゴヴィア・テムズリンク・レールウェイ）
バージェス・ヒル駅 - ハソックス駅 - プレストン・パーク駅
■ サザン（ゴヴィア・テムズリンク・レールウェイ）
バージェス・ヒル駅 - ハソックス駅 - プレストン・パーク駅